# بخش‌های دپارتمان ژورا
بخش‌های دپارتمان ژورا (انگلیسی: Arrondissements of the Jura department) شامل ۳ بخش به شرح زیر است:
1. بخش دل با ۱۹۱ کمون (فرانسه) و جمعیت ۸۳ هزار نفر در سال ۲۰۱۳ می‌باشد.
2. بخش لون-لو-سونیه با ۲۵۸ کمون (فرانسه) و جمعیت ۱۲۵ هزار نفر در سال ۲۰۱۳ می‌باشد.
3. بخش سن-کلود با ۶۰ کمون (فرانسه) و جمعیت ۵۱ هزار نفر در سال ۲۰۱۳ می‌باشد.